# مالكوم غولدستاين
مالكوم غولدستاين (بالإنجليزية: Malcolm Goldstein)‏ هو أستاذ جامعي وملحن وعازف كمان أمريكي، ولد في 27 مارس 1936 في نيويورك في الولايات المتحدة.

## وصلات خارجية
- مالكوم غولدستاين على موقع ميوزك برينز (الإنجليزية)
- مالكوم غولدستاين على موقع ديسكوغز (الإنجليزية)